# Каскаис (град)
Кашкаиш (порт. Cascais) је град у југозападној Португалији, 30 км западно од Лисабона. У граду живи око 214.158 становника.

## Становништво
| 1960.  | 1970.  | 1980.   | 1990.   | 2001.   | 2011.   |
| ------ | ------ | ------- | ------- | ------- | ------- |
| 59.617 | 92.907 | 141.498 | 153.294 | 170.683 | 206.479 |

## Партнерски градови
- Atami
- Виторија
- Сантана
- Бијариц
- Вуси
- Газа
- Xai-Xai
- Гваружа
- Bolama
- Кампинас
- Каршијака
- Сосалито
- Унгени
- Салвадор
- Sal